# Le Livre de la jungle
Le Livre de la jungle è un ciclo di sette poemi sinfonici composto da Charles Koechlin tra il 1899 e il 1940 e pubblicato in 5 opus.
Tutte le composizioni sono ispirate a poemi e racconti tratti dalle raccolte Il libro della giungla e Il secondo libro della giungla di Rudyard Kipling.

## Poemi sinfonici
I cinque opus che compongono il ciclo sono i seguenti (notare che l'ordine di esecuzione non segue l'ordine di composizione):
1. La Loi de la jungle, op. 175, per orchestra
2. Les Bandar-log (Scherzo des singes), op. 176, per orchestra
3. Trois Poèmes, op. 18
  - Berceuse Phoque, per mezzosoprano o soprano, coro femminile, pianoforte o orchestra
  - Chanson de nuit dans la jungle, per contralto, basso, coro femminile, pianoforte o orchestra
  - Chant de Kala Nag, per tenore, coro, pianoforte o orchestra
4. La Méditation de Purun Bhagat, op. 159, per orchestra
5. La Course de printemps, op. 95, per orchestra

Koechlin ebbe l'idea di musicare questi poemi quando, il 25 febbraio 1899, lesse il racconto I fratelli di Mowgli, rimanendone affascinato; ottenne quindi da Louis Fabulet l'autorizzazione a utilizzare la traduzione francese pubblicata dallo stesso Fabulet e da Robert d'Humières e scrisse allo stesso Kipling, mentre correggeva l'op. 18.
Originariamente il ciclo comprendeva anche il pezzo Soleil au matin dans la jungle, che poi venne sostituito da La Loi de la jungle e Les Bandar-log.
La prima esecuzione del ciclo completo avvenne a Bruxelles il 13 dicembre 1946, con la Brussels Radio Symphony Orchestra diretta da Franz André. Ad essa seguì quella di Parigi del 15 aprile 1948, con diretta da Roger Désormière. Entrambe le esecuzioni ottennero un ottimo gradimento.
Secondo Orledge, in queste composizioni Koechlin è riuscito, stimolato dalle suggestioni naturalistico-letterarie di Kipling, a rendere efficacemente la «filosofia ottimistica di vita e natura» dei racconti originari dello scrittore britannico, alternando pezzi di grande energia ad altri di delicata leggerezza.

### La Loi de la jungle
La Loi de la jungle (op. 175) è il primo poema del ciclo (il quarto per ordine di composizione). È stato composto il 27 e 28 luglio 1939 ed orchestrato il 1° e 2 gennaio 1940; è stato eseguito per la prima volta il 13 dicembre 1946 in occasione della prima esecuzione pubblica dell'intero ciclo, e pubblicato nel 1986 da Eschig.
È basato sul racconto I fratelli di Mowgli (Mowgli's Brothers) e sul poema La legge della giungla (The Law of the Jungle), rispettivamente del primo e del secondo libro di Kipling.
Il ritmo è cadenzato, a tempo di marcia, tanto che l'autore stesso lo definì come "nient'altro che una cronaca molto semplice e interamente monodica del testo di Kipling".

### Les Bandar-log (Scherzo des singes)
Les Bandar-log (op. 176), sottotitolo Scherzo des singes ("scherzo delle scimmie"), è il secondo poema del ciclo (l'ultimo per ordine di composizione). Basato su precedenti bozzetti del 1899, è stato composto nel luglio e agosto del 1939 ed orchestrato tra il 12 e 26 gennaio 1940; è stato eseguito per la prima volta il 13 dicembre 1946 in occasione della prima esecuzione pubblica dell'intero ciclo, e pubblicato nel 1967 da Eschig.
È basato sul racconto La caccia di Kaa (Kaa's Hunting) del primo libro di Kipling.
Considerato il miglior lavoro orchestrale di Koechlin, possiede una struttura variegata che ne ha reso difficoltosa la composizione (come ammesso dallo stesso autore). L'inizio è calmo, con una musica simile a quella de La Loi de la jungle, ma quando irrompono sulla scena le scimmie si passa al dinamismo (politonalità e atonalità); l'atonalità diventa musicale quando tutta la foresta si mette a cantare insieme alle scimmie, che aumentano poi il loro baccano facendo scomparire il ritmo, con percussioni casuali. Vengono infine fatte fuggire da Baloo, Bagheera e Kaa, e l'opera si conclude con la foresta calma come all'inizio.
Il poema non è una mera trasposizione letterale del racconto di Kipling, l'autore lo usa come metafora musicale: le scimmie infatti, stupide, senza idee o direzione, sono un riferimento ad alcune novità musicali del tempo (ad esempio l'asciutta tonalità).
Il poema è stato anche trasposto in balletto, fungendo da base per Shadowplay di Antony Tudor (con prima a Covent Garden il 25 gennaio 1967).

### Trois Poèmes
Trois Poèmes (op. 18) è la terza parte del ciclo (la prima per ordine di composizione), composta da tre poemi differenti. È stata composta tra il 1899 e il 1901, ed orchestrata tra il 1903 e il 1904; è stata eseguita per la prima volta l'11 marzo 1908 al Théâtre des Arts (direttore d'orchestra Jane Hatto, pianoforte suonato dallo stesso Koechlin) e pubblicata prima nel 1905 privatamente dallo stesso autore e poi da Philippo.
I tre poemi, basati su brani del primo libro di Kipling, sono i seguenti:
1. Berceuse Phoque - tratto dalla Ninnananna delle foche (Seal Lullaby) che apre il racconto La foca bianca (The White Seal)
2. Chanson de nuit dans la jungle - tratto dal Canto notturno della giungla (Night-Song in the Jungle) che apre il racconto I fratelli di Mowgli (Mowgli's Brothers)
3. Chant de Kala Nag - tratto da Shiva e la cavalletta (Shiv and the Grasshopper) che chiude il racconto Toomai degli elefanti (Toomai of the Elephants)

Il tono generale è romantico, ma i 3 poemi si differenziano: Berceuse Phoque è una lenta melodia suonata al pianoforte, mentre Chanson de nuit dans la jungle è più breve e rapida, e Chant de Kala Nag è un lungo canto dal ritmo lento.

### La Méditation de Purun Bhagat
La Méditation de Purun Bhagat (op. 159) è il quarto poema del ciclo (il terzo per ordine di composizione). È stato composto tra il 12 agosto e il settembre 1936, mentre l'autore era in vacanza sulle montagne di Chamonix, ed orchestrato tra il 6 e il 9 settembre dello stesso anno; è stato eseguito per la prima volta il 13 dicembre 1946 in occasione della prima esecuzione pubblica dell'intero ciclo, e pubblicato nel 1986 da Eschig.
È basato sul racconto Il miracolo di Purun Bhagat (The Miracle of Purun Bhagat) del secondo libro di Kipling.
L'atmosfera del poema è stata definita "serena, contemplativa, di mistero".

### La Course de printemps
La Course de printemps (op. 95) è l'ultimo poema del ciclo (il secondo per ordine di composizione). È stato composto tra il 1908 e il 1925 ed orchestrato tra il 1926 e il 1927; è stato eseguito per la prima volta nel 1932 (direttore d'orchestra Roger Désormière) e pubblicato nel 1973.
È basato sul racconto La corsa di primavera (The Spring Running), capitolo conclusivo delle storie di Mowgli nell'opera di Kipling.
È la composizione più lunga del ciclo con la sua mezz'ora circa di durata, ed è divisa in quattro segmenti:
1. Spring in the Forest
2. Mowgli
3. The Running
4. Night

Molto fedele al racconto originale, è ambientata durante la stagione della primavera, quando tutti gli animali sentono la voce del richiamo sessuale e Mowgli cerca di scappare dal suo destino (dover lasciare la giungla per tornare a vivere tra gli uomini, oltre al passaggio dall'adolescenza alla maturità) con una corsa frenetica nella giungla, sottolineata da un ritmo musicale incalzante; la composizione finisce poi con una serena calma, accompagnata dalla melodia lenta dell'organo.
L'autore dà un'immagine quasi descrittiva della foresta, e lui stesso la considerava molto adatta per un uso cinematografico. Il clima di gioia che la pervade è stato paragonato a quello che si può trovare in composizioni di Ravel e Markevitch.
Il critico David Drew ha commentato la composizione con queste parole:
(David Drew, The News Statesman, 1967)